# Angusticella angustatus
Angusticella angustatus är en insektsart som beskrevs av Baker 1915. Angusticella angustatus ingår i släktet Angusticella och familjen dvärgstritar. Inga underarter finns listade i Catalogue of Life.